# Mówię ci, że…
Mówię ci, że… – drugi singel zespołu Tilt. Nagrań dokonano w „Studio Wawrzyszew” w Warszawie. Został wydany w 1986 przez wytwórnię Tonpress. Piosenki zawarte na singlu zdobyły ogromną popularność – pierwsza z nich: „Mówię ci, że…” stała się w Polsce jednym z największych przebojów końca lat 80.

## Lista utworów
1. „Mówię ci, że…” (Spoko Koncern) – 3:00
2. „Rzeka miłości, morze radości, ocean szczęścia” (Spoko Koncern) – 4:03

## Skład
- Frantz von Kalkhoff (Tomasz Lipiński) – wokal, gitara
- Graff Rafix (Rafał Włoczewski) – gitara
- Franz Dreadhunter – gitara basowa
- Topi (Aleksander Korecki) – saksofon

Gościnnie:
- Igor Czerniawski – instr. klawiszowe, automat perkusyjny
- Wojciech Konikiewicz – instr. klawiszowe
- Katarzyna Szczot (Kayah) – wokal

Realizacja:
- Jarosław Regulski i Jerzy Nozdryn-Płotnicki